# صيعم (الحيمة الداخلية)
صيعم هي إحدى قرى عزلة بني النمري بمديرية الحيمة الداخلية التابعة لمحافظة صنعاء، بلغ تعداد سكانها 813 نسمة حسب تعداد اليمن لعام 2004.